# Tjänstebil
Tjänstebil är en bil som ägs av en juridisk person. 

## Sverige
Av Sverige 4,89 miljoner bilar ägs 1,03 miljoner av juridiska personer (SCB 2019). Flest bilar finns inom branscherna jordbruk, skogsbruk och fiske (223 000) motorbranschen (158 000) och juridik, ekonomi, vetenskap och teknik (121 000). 
Flest bilar ägda av juridiska personer finns i Stockholms län (304 000) vilket bland annat beror på att företagens huvudkontor finns i Stockholm (SCB 2019). Juridiska personer dominerar när det gäller köp av nya bilar. Ungefär två tredjedelar av nya alla bilar säljs till juridiska personer.   
När en tjänstebil används mer än 10 gånger per år eller kör mer än 100 mil  per år av en anställd uppstår en skattepliktig förmån. Det finns ungefär 300 000 sådana bilar som brukar kallas för "förmånsbilar". Även om den anställde förfogar över tjänstebilen begränsas ofta användningen av företagens policies som kan avse vad bilen får användas till, vem som får köra mm. Tjänstebilar är dessutom ofta försedda med olika former av budskap eller varumärken.